# Justin de Naplouse
Pour les articles homonymes, voir Saint Justin et San Giustino (homonymie).
Justin de Naplouse, Justin Martyr ou Justin le Philosophe, né à Flavia Neapolis (actuelle Naplouse en Cisjordanie) vers le début du IIe siècle et mort à Rome vers 165, est un apologète et philosophe chrétien.
Après s'être essayé à différentes doctrines philosophiques, Justin se convertit au christianisme qu'il considère comme la forme la plus achevée de l'enseignement philosophique et s'engage dans une carrière de philosophe et de prêcheur itinérant.
Il ouvre une école à Rome où il compose une grande partie de son œuvre apologétique qui, rédigée en langue grecque, est en grande partie perdue, à l'exception de deux Apologies adressées à l'empereur Antonin le Pieux et ses fils ainsi que du Dialogue avec Tryphon, considérés comme témoins des premiers jalons dans la séparation entre le christianisme et le judaïsme.
Condamné au terme d'un procès instruit par le préfet et philosophe romain Quintus Junius Rusticus, il subit le martyre à une date inconnue de la seconde moitié du IIe siècle.
Reconnu Père de l'Église, il est célébré depuis l'Antiquité comme saint et martyr par l'Église orthodoxe le 1er juin, date adoptée par l'Église catholique depuis 1969.

## Biographie

### Les sources
La documentation biographique concernant Justin est fragmentaire « [laissant] subsister bien des zones d'ombre autour de sa personne et de ses activités » ; elle est essentiellement constituée des éléments autobiographiques que l'on trouve dans ses écrits, dont les tournures fort stylisées ne peuvent garantir l'authenticité du propos. Cette base est complétée par des Actes du martyre de Justin et de ses compagnons — dont trois recensions nous sont parvenues — ainsi que d'éléments rapportés par Eusèbe de Césarée dans son Histoire de l'Église et par Épiphane de Salamine.

### Origines
D'après l'adresse aux empereurs qui introduit son Apologie, Justin est le fils d'un certain Priscus lui-même fils d'un certain Baccheios, tous deux originaires de Flavia Neapolis, une « ville nouvelle » de Samarie fondée dans la province de Judée par Vespasien au lendemain de la Grande révolte juive (66-70) non loin des ruines de Sichem.
C'est probablement là que Justin est né dans les premières décennies du IIe siècle. De naissance libre, il est vraisemblablement citoyen romain et sa famille paternelle, dont l'ascendance évoque une origine païenne, semble issue de colons grecs romanisés arrivés sur place à la suite de l'écrasement de la révolte. Bien que l'on ne connaisse rien de son ascendance maternelle ni du milieu qui le voit grandir, le fait qu'il déclare appartenir à « la race » (en grec ancien γένος, genos) des samaritains rend plausible l'hypothèse selon laquelle une partie de ses racines sont également présentes de longue date en Samarie.
Justin, qui paraît être complètement hellénisé, affirme être « non circoncis », c'est-à-dire qu'il n'est ni samaritain ni juif de religion. Cet élément pose la question de sa proximité culturelle avec le monde sémitique — un point qui reste débattu — d'autant que s'il ne témoigne d'aucune connaissance particulière de la religion samaritaine, son ignorance de l'hébreu est en revanche questionnée et il semble en outre au courant de certaines interprétations rabbiniques et de croyances qui leur sont liées à un niveau de compétence là aussi débattu : sa bonne connaissance du judaïsme en général et de la Septante en particulier ainsi que la proximité tant de ses modes de raisonnement que de son exégèse avec les pratiques des rabbins peuvent attester soit d'une grande familiarité avec cet univers, soit d'une initiation de bonne heure et approfondie avec des éléments judéo-chrétiens.

### Formation et conversion
Sans qu'il ne le mentionne jamais explicitement dans ses écrits, Justin s'assimile à la culture hellénistique dont il a étudié la philosophie et aux divinités de laquelle il a cru. Après avoir reçu une formation à dominante littéraire, classique à l'époque, il part à la recherche des réponses aux questions essentielles qu'il se pose : il s'engage alors — ainsi qu'il l'expose dans les premiers chapitres du Dialogue avec Tryphon — dans une laborieuse quête de la vérité auprès de différents maîtres philosophes dont il relève déçu les faiblesses, « la suffisance du stoïcien, l'âpreté au gain du péripatéticien [et] les prétentions encyclopédiques du pythagoricien ».

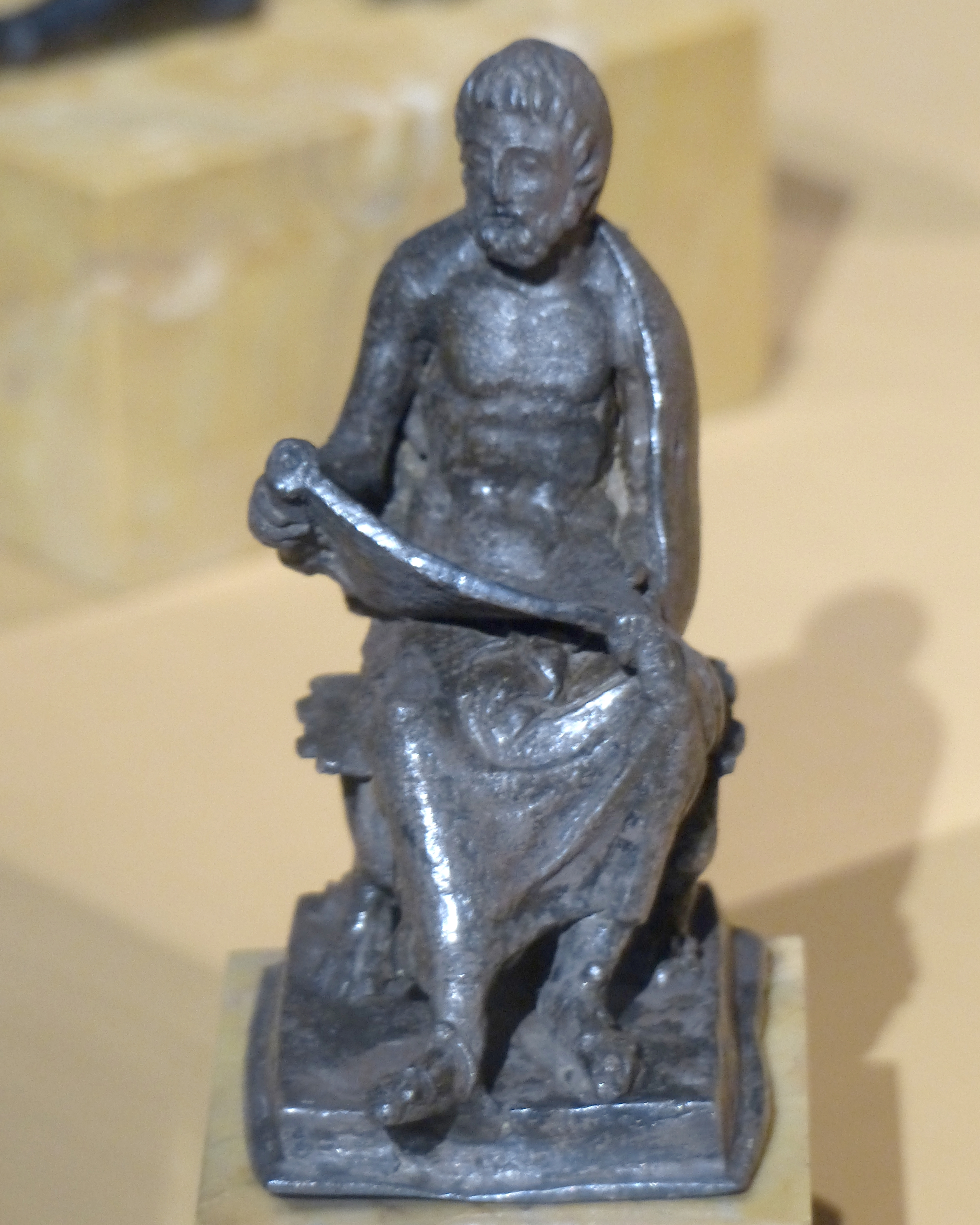
Philosophe revêtu d'un pallium, un volumen déroulé sur les genoux ; statuette en argent du, Paris, Cabinet des médailles.

Il trouve enfin un certain contentement auprès d'un platonicien des plus éminents, auprès duquel il adhère au platonisme moyen dont il estime que c'est l'unique philosophie qui s'élève au-dessus des choses matérielles et permette d'« immédiatement accéder à la vision de Dieu, car tel est le but de [cette] philosophie (…) ». L'acquisition de cet enseignement philosophique de niveau supérieur lui est précieux par la suite pour « dialoguer efficacement avec l'élite intellectuelle de son temps ».
C'est à une époque indéterminée, alors qu'il est adulte, vraisemblablement peu après la révolte de Bar Kokhba (132-135), qu'au terme de ce parcours éclectique — assez habituel à l'époque — les nouvelles certitudes de Justin sont bouleversées par la rencontre d'un « antique vieillard » chrétien, en « un lieu retiré non loin de la mer », dans une ville portuaire indéfinie de Méditerranée, qu'on a voulu localiser à Éphèse, Césarée, Naplouse ou encore Corinthe.
Que l'épisode soit réel ou symbolique — car il est vraisemblable que ce soit au terme d'un processus plus complexe—, Justin lie sa conversion au christianisme à la rencontre de ce didascale âgé qui lui a fait connaître les Écritures et leur véritable sens, rapportant en outre son admiration du comportement exemplaire des chrétiens ainsi que du courage des martyrs devant la mort. Après cette conversion, tout en continuant de porter le « tribon » (τρίβων) — nom grec du pallium des philosophes — Justin s'engage lui-même dans une carrière de didascale privé et de prêcheur itinérant, enseignant la doctrine chrétienne dans des milieux jusque là peu atteints par les prosélytes, notamment auprès des cercles cultivés.
C'est l'activité qu'il mènera jusqu'à la fin de ses jours, se présentant explicitement comme un philosophe et parlant du christianisme comme d'une forme plus achevée de l'enseignement philosophique, une « doctrine conforme à la raison et à la vérité » dans la plus pure tradition de la philosophie grecque. Loin de la superstitio, le christianisme est pour Justin l'école de philosophie par excellence, celle qui peut intégrer la philosophie des autres et fait partie d'une des formes les plus hautes de la pensée, constituant « l'aboutissement divin de tout effort de réflexion humaine ».

### Chrétien à Rome

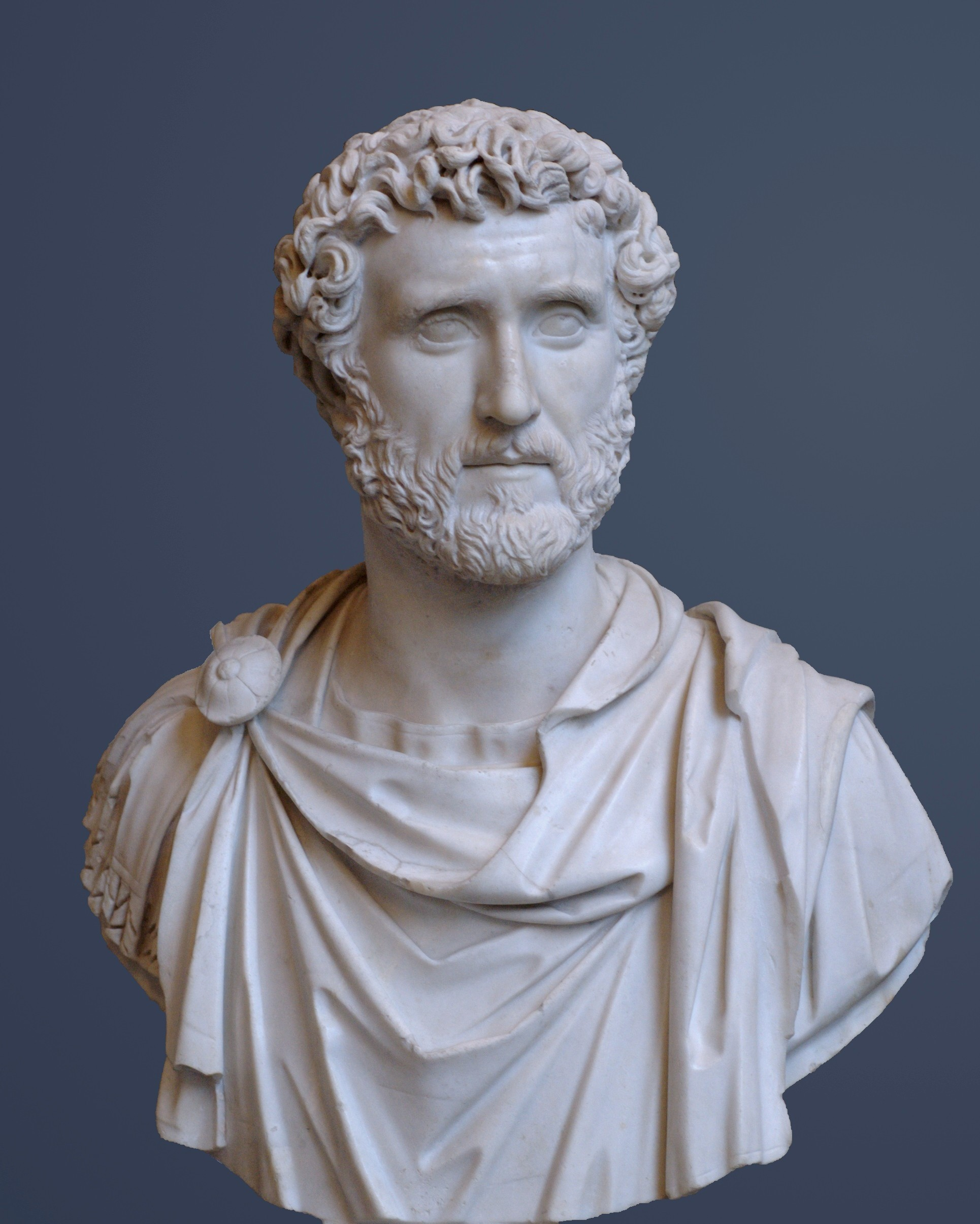
Buste d'Antonin le Pieux, v. 150, Glyptothèque de Munich.

« Prêchant la parole de Dieu et combattant dans ses ouvrages pour la défense de la foi », Justin voyage beaucoup et, d’après les Actes de Justin, fait deux longs séjours à Rome, entrecoupés d'un retour en Orient, dans une chronologie et des durées qui sont largement incertaines.
On ne sait pas grand chose de son premier séjour, sinon qu'il s'oppose au philosophe stoïcien Crescens le Cynique (en) dans une controverse publique dont l'issue l'oblige à quitter la ville et que c'est vraisemblablement lors de ce premier séjour qu'il compose, vers 155, une des Apologies qui nous est parvenue, adressée à l'empereur Antonin, à ses fils adoptifs Verissimus (le futur Marc Aurèle) et Lucius Verus ainsi qu'au Sénat.
Lors de son deuxième séjour, peut-être à l'époque d'Antonin le Pieux, il s'installe dans la capitale et, à l'instar de maîtres valentiniens, carpocratiens ou de personnalités comme Marcion et les adoptianistes Théodote le Corroyeur suivi de son disciple Théodote le Banquier, ouvre sa propre école de philosophie au-dessus d'un établissement de thermes. Il y reçoit tout individu désireux de le rencontrer et y enseigne l'exégèse des Écritures en vertu d'un don d'interprétation, une « grâce » qu'il revendique.
D'après son témoignage lors de son procès, on peut tracer certains contours de la communauté chrétienne romaine dans laquelle Justin évolue, constituée de groupes domestiques de taille encore réduite, provenant tant de la campagne que de la ville et se réunissant en différents lieux de la capitale en des assemblées auxquels les membres sont libres de s'affilier. Si Justin mentionne l'existence de « prophètes », de « diacres » et d'une « personne qui préside » les célébrations eucharistiques et administre les ressources, l'organisation de ces communautés semble encore embryonnaire et les fonctions peu établies . On y relève néanmoins la présence notable de personnes fortunées qui viennent en aide aux veuves, orphelins et plus généralement aux personnes dans le besoin.
C'est probablement à Rome que Justin compose la plupart de ses œuvres — bien que son Dialogue avec le Juif Tryphon ait pu être composé entre ses deux séjours romains — et il est vraisemblable qu'il ait exercé une certaine influence au sein la communauté chrétienne locale au point que, bien qu'on ne puisse en définitive en mesurer la portée réelle, on a pu lui attribuer un rôle important dans l’exclusion de Marcion dont il condamne virulemment le « dithéisme » et contre lequel il a composé un traité, désormais perdu. Justin dénie également la qualité de chrétien à Simon le Mage et à son disciple Ménandre dont il connait la présence à Rome.

### Procès et exécution

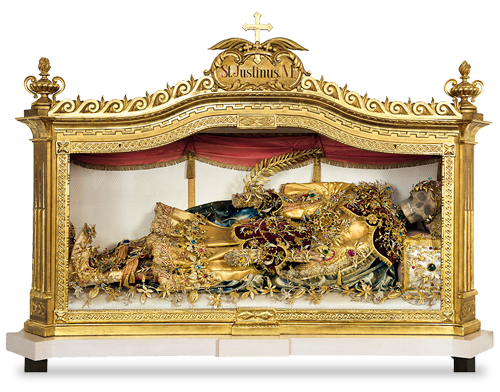
Reliquaire de saint Justin dans l'église de pèlerinage « Herrgottsruh » à Friedberg en Bavière.

Bien qu'il soit bien intégré au sein de l'élite culturelle romaine, les prises de position de Justin l'amènent à comparaitre devant les autorités de la Ville, pour des raisons qui restent peu claires dans la mesure où les deux sources qui relatent son procès présentent des éléments différents qui ne sont d'ailleurs pas irréductibles, bien que la chronologie précise des évènements soit difficile à démêler. Probablement assez proche des procès-verbaux originaux, ces comptes-rendus ont l'intérêt d'exposer pour la première fois, du point de vue d'un accusé chrétien, le problème du fondement légal en droit romain d'une persécution.
Si l'on suit les Actes de Justin, le maître chrétien aurait contrevenu à des « ordonnances impies sur l’idolâtrie », une nouvelle législation édictée par Marc Aurèle, ordonnant aux sujets d'un Empire mis à mal par différentes menaces de sacrifier aux dieux dans le but de reconstituer une union sacrée et la pax deorum. Les contrevenants refusant de rejoindre la communauté et son espace sacrificiel sont alors considérés comme séditieux. Une autre version, reprise par Eusèbe, évoque une affaire plus locale l'opposant à son collègue philosophe Crescens qui l'aurait dénoncé aux autorités ainsi que certains de ses disciples, soupçonnant la propagation prosélyte d'une doctrine déviante, matérialisée par ses Apologies en défense du christianisme.
En tout état de cause, Justin comparaît devant le préfet de la Ville qui est chargé tant de l'application de la loi que du maintien de l'ordre. À cette époque, c'est le philosophe stoïcien Junius Rusticus, maître et ami de l'empereur Marc Aurèle, qui exerce la fonction, entre 163 et 168. Justin comparait en présence de six autres chrétiens, une femme nommée Charitô et son père Chariton, ainsi que quatre hommes dont l'esclave impérial Evelpistos, originaire de Cappadoce, le Phrygien Hiérax, Pæon et Liberianus, lors d'un procès qui nous est connu par les Actes de Justin.

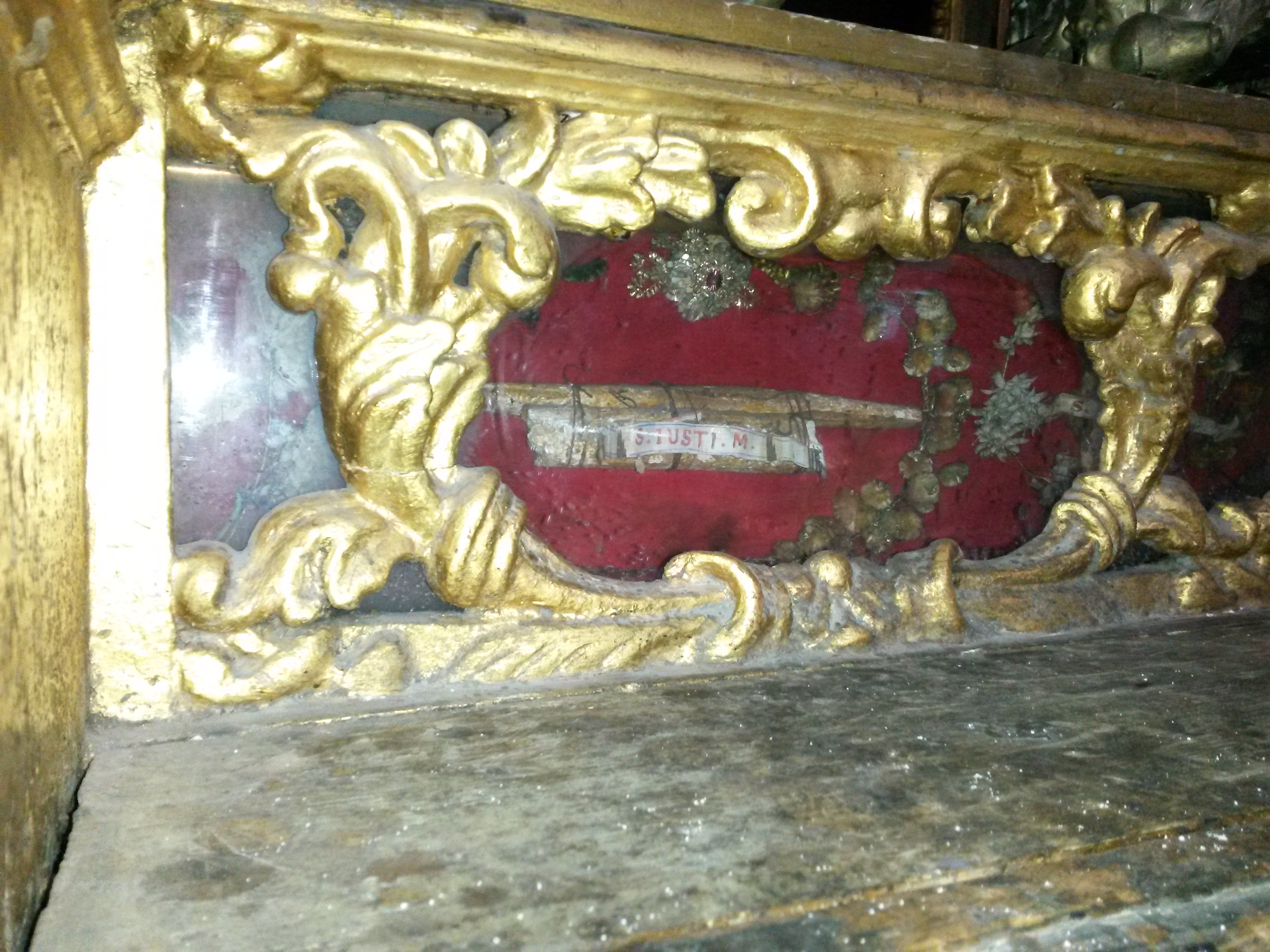
Reliquaire de saint Justin et d'autres martyrs de l'Église primitive, autel latéral dédié à sainte Anne et saint Joachim dans l'église des Jésuites à La Valette, Malte.

L'interrogatoire mené par Rusticus montre que celui-ci considère Justin comme un pair et l'interroge lui-même comme un philosophe. L'interrogatoire des accusés, qui place le débat sur un plan philosophique plutôt que religieux, laisse transparaître la crainte d'un prosélytisme que récusent les compagnons de Justin. C'est finalement sa profession de foi devant le magistrat qui, teintée d'eschatologie, entraîne la condamnation à mort de ce dernier.
Suivant la tradition, Justin subit le martyre avec six de ses compagnons à une date imprécise de la seconde moitié du IIe siècle, le Chronicon d'Eusèbe évoquant l'année 154 et le Chronicon Paschale, l'année 165, peu après que Justin eut adressé à Marc Aurèle une Apologie aujourd'hui perdue dont le contenu a pu contribuer à sa condamnation. Ses disciples Tatien le Syrien, originaire de l'Adiabène, puis Rhodon, originaire d'Asie Mineure, poursuivent son enseignement à Rome et on doit au premier un Diatessaron, une harmonisation des quatre évangiles qui sera en usage dans les Églises de langue syriaque jusqu'au Ve siècle.
Le Martyrologe hiéronymien fixe la célébration du martyre de Justin à la date du 14 avril. Depuis la réforme liturgique de 1969-1971, l'Église catholique romaine célèbre Justin comme saint le 1er juin, tout comme l'Église orthodoxe.

## Œuvre

Sancti patris nostri Iustini philosophi et martyris opera, Paris, 1636

Auteur fécond, Justin est généralement classé parmi les apologistes bien qu'il ait en réalité touché à différents domaines de la littérature chrétienne au sein de laquelle il fait figure de pionnier à plus d'un titre.
Cependant, seuls trois ouvrages et quelques fragments nous sont parvenus, le reste de sa production nous étant connu par un catalogue dressé par Eusèbe de Césarée dans son Histoire de l’Église (IV 18, 2-6) ainsi que par des mentions de Justin lui-même (Apol. I, 26,8), d'Irénée de Lyon (Haer. 4,6,2), de Tertullien (dans Adversus Valentinianos), d'Hippolyte de Rome, de Méthode de Patare et de Méliton de Sardes.
Cette œuvre forte d'une dizaine d'ouvrages étant essentiellement constituée d'écrits de circonstance, il ne faut pas y chercher une théologie construite ou systématisée. Par ailleurs, des sources plus tardives attribuent à Justin un certain nombre d’écrits et de fragments dont l’authenticité est plus que douteuse.

### Style et influence
Justin n'est pas un penseur profond ni systématique pas plus qu'il ne se recherche le beau style ou un bel agencement dans la composition de ses écrits, souvent jugés désordonnés et sujets aux digressions, répétitions et autres incohérences au point que son style a pu être qualifié de « pénible et tortueux » et son œuvre de « décevante » sur le plan littéraire.
Mais le style n'est pas l'intention de cet intellectuel, philosophe de formation, qui cherche plutôt à atteindre l'efficacité dans les démonstrations par sa rigueur argumentaire et la clarté de ses énoncés, sans jamais se départir d'une certaine cordialité. L'œuvre de Justin vise à la fois à défendre le christianisme face aux païens et à consolider l'identité de la communauté chrétienne face aux « hérésies ».
Son argumentation, placée sur le plan doctrinal, repose essentiellement sur le témoignage des Écritures, qu'elle s'adresse aux païens ou aux Juifs : « D'une part il souligne les points communs qui font de la philosophie et du christianisme des alliés dans la lutte de la raison et de la vérité contre le polythéisme traditionnel ; d'autre part il s'attache à prouver que la doctrine chrétienne est supérieure à toutes les philosophies profanes ». La qualité de ses ouvrages est ainsi plutôt à chercher dans le goût qui anime son auteur pour la recherche et l'exposé de la vérité ainsi que sa volonté de convaincre par la force de la doctrine et l'efficacité des preuves qu'il présente à ses lecteurs, avec une sincérité qui emporte souvent l'adhésion.
Le refus du compromis — voire l'intransigeance — qu'il affiche face au pouvoir impérial ou avec les philosophies dominantes, dénués de toute agressivité, ainsi que l'émotion qui se dégage des confidences sur sa conversion, tout comme la simplicité de la confession de sa foi dans le Christ, en font une des personnalités les plus attachantes parmi les auteurs d'apologies, un genre qu'il a selon certains chercheurs porté à un point de perfection : il n'est ainsi pas étonnant que les traités pseudo-justiniens se multiplient dans les siècles qui suivent son martyre.
Justin est également souvent précurseur : c'est dans ses écrits qu'apparaissent pour la première fois les notions d'« orthodoxie » — pour qualifier la croyance en la résurrection de la chair et au millénarisme, deux notions qui deviendront hétérodoxes au tournant du Ve siècle avec Jérôme de Stridon — ainsi que celle d'« hérésie », accompagnée de la première liste connue d'hérétiques qui inspirera les hérésiologues ultérieurs. C'est également chez Justin que l'on trouve pour la première fois le mot « évangile » (« euaggelion ») appliqué à un texte écrit, bien que l'on ignore précisément à quelle forme de document il fait allusion. Il est également le premier à distinguer de façon claire deux venues du Christ sur Terre — l'une dans l'humilité, l'autre en gloire — et à affirmer que ces deux apparitions sont chacune prédites dans l’Écriture.

### Œuvres conservées

#### LesApologies

##### DeuxApologies?
Longtemps distinguées en deux œuvres pour des raisons induites par la tradition textuelle qui les a transmises, les Apologies ont été considérées comme deux écrits distincts, la « première » Apologie généralement datée d'avant les années 150 lors de son premier séjour à Rome, la « seconde » d'après 160 lors du deuxième voyage dans la capitale. Elles nous sont parvenues dans le codex grec 450 de la Bibliothèque nationale de Paris, datant du milieu du XIVe siècle. On trouve mention de passages des deux « apologies » dans l'Histoire ecclésiastique d'Eusèbe de Césarée que ce dernier cite comme si elles provenaient de la première.
Actuellement, trois théories se confrontent : l'une penchant pour l'existence de deux œuvres distinctes ; une autre pour celle d'un seul texte continu, inopportunément divisé par la tradition manuscrite qui aurait en outre bouleversé sa chronologie ; enfin celle selon laquelle il existerait une seule Apologie mais complémentée de notes de Justin. À l'issue de débats nourris, l'opinion qui prévaut actuellement au sein de la recherche tend à suivre cette dernière option et considérer la « seconde Apologie » comme une deuxième partie voire un appendice, un postscriptum de la « première » formant un tout à dater des environs de l'année 155.
Cette question épineuse reste néanmoins débattue, certains chercheurs ayant développé plus récemment une théorie selon laquelle le texte de l’Apologie qui nous est parvenu est très défectueux et que la « deuxième » Apologie constitue une sorte de carnet de notes de Justin, composé de fragments discontinus réunis par ses disciples et qui n’aurait dès lors jamais fait partie de l’ouvrage originel. Enfin, il est possible que la « seconde » Apologie mentionnée par Eusèbe soit une œuvre tout à fait distincte de la « première », adressée à Marc Aurèle mais aujourd'hui disparue.

##### La «première» Apologie
Quoi qu'il en soit, la première Apologie, parfois connue sous le nom de Grande Apologie, est adressée à Antonin le Pieux et à ses fils adoptifs Verissimus (le futur Marc Aurèle) et Lucius Verus. Justin situe la rédaction de son ouvrage « cent cinquante ans » après la naissance du Christ qu'il place à l'époque de la procuratèle de Quirinus ; cette rédaction semble contemporaine ou un peu postérieure à la préfecture égyptienne d'un certain « Felix », probablement Munatius Felix qui est en charge entre 148 et 154. La fourchette généralement retenue oscille ainsi entre 150 et 155 mais certains auteurs proposent également une rédaction un peu plus tardive comprise entre 153 et 161.
Le texte ne semble pas avoir été écrit en relation avec un évènement particulier ni à la suite de poursuites ou de mauvais traitements récents mais parait attester d'un climat relativement hostile vis-à-vis des chrétiens, au point qu'on a pu l'associer au martyre de Polycarpe, exécuté vers 155/156.
Le texte constitue une requête, un « discours épistolaire » s'apparentant à nos contemporaines « lettres ouvertes », qui réclame une réponse officielle des autorités impériales. Dans la première partie (1-12), Justin argumente sur les accusations portées à l'encontre des chrétiens, arguant qu'ils n'attendent pas la venue d'un royaume humain et aspirent au contraire à mener une vie vertueuse, profitable à toute société civile. Il y développe une tendance subordinatianiste fondée sur une théologie du Logos soumis à Dieu, assez constante dans la théologie ancienne. Il reprend aux stoïciens le motif du Logos spermatikos c'est-à-dire la semence du Logos antique répandue dans le monde — un motif qu'il expose plus largement dans la deuxième Apologie — dans le cadre d'une revendication pour les chrétiens à la fois des vérités philosophiques et de celles contenues dans les Écritures judéo-chrétiennes. Dans la mesure où le christianisme est une doctrine « conforme à la raison et à la vérité », un prince sage devrait ainsi assurer aux chrétiens sécurité et protection.
Dans une seconde partie plus développée (13-67), Justin expose les doctrines et pratiques chrétiennes, défendant les récits concernant Jésus dont les éléments merveilleux n'ont rien à envier aux mythologies païennes, selon lui bien plus absurdes et immorales. Dans cette dernière partie (61-67), il développe particulièrement des informations sur les rites chrétiens, la liturgie et le baptême. Cette partie est d'une grande importance pour la connaissance de la liturgie chrétienne primitive et donne un aperçu de ce que pouvait être une communauté de chrétiens dans une cité de l'Empire dans la seconde moitié du IIe siècle.
Enfin, dans un appendice, il reproduit un courrier de l'empereur Hadrien adressé au proconsul d'Asie Minucius Fundatus dans lequel il exige que des preuves soient produites lors des accusations contre les chrétiens.

##### La «deuxième» Apologie
La seconde Apologie, est adressée au Sénat — bien qu'elle fût probablement initialement adressée à Antonin et ses deux fils, dont Justin loue la piété et la philosophie — et développe largement le thème du Logos spermatikos. Au contraire de la première, c'est un écrit de circonstance lié à l'exécution récente de trois membres de la communauté chrétienne de Rome. L'évènement prend place dans les dernières années du règne d'Antonin, sous la préfecture d'Urbicus, qui occupe sa charge vraisemblablement entre 146 et 160 et a pour cadre un conflit matrimonial entre une épouse chrétienne et son mari dont elle demande le divorce, ce que l'empereur lui accorde. L'ex-mari, pour se venger, dénonce le maître chrétien de son épouse, un certain Ptolémée qui est condamné à mort en compagnie d'un certain Lucius et d'un autre chrétien anonyme au seul prétexte qu'ils sont chrétiens, ce contre quoi Justin proteste vivement.

#### LeDialogue avec Tryphon
Postérieur à la première des deux Apologies dans la mesure où il y fait allusion, le Dialogue avec Tryphon est une composition élaborée dans la tradition platonicienne. Elle appartient au genre de la littérature dialogique qui connaît plusieurs représentants entre les IIe et Ve siècles et se caractérise par une forme polémique visant toutefois à intégrer plutôt qu'exclure les interlocuteurs que l'on considère à la marge d'un groupe plutôt qu'à l'extérieur. Néanmoins, la destination de ce type d'œuvres est débattue car, pour certains auteurs, elles constituent de la propagande chrétienne dirigée vers les païens, pour d'autres, un instrument à l'usage interne des communautés chrétiennes ou, pour d'autres encore, un outil contre les hérétiques quand d'autres enfin estiment qu'elle a pu être, en tout cas à l'époque de Justin, destinée à chacun de ces publics.
Le dialogue, vraisemblablement fictif et composé dans la tradition d'un dialogue platonicien, développe une argumentation essentiellement fondée sur les Écritures, tantôt de manière littérale, tantôt de manière allégorique. Son récit prend place à une époque peu éloignée de la révolte de Bar Kochba (132-135) et se situe sous le portique d'un gymnase à Éphèse, où un groupe de juifs réfugiés de Palestine où sévit la guerre, mené par un certain Tryphon, va à la rencontre de Justin dans lequel ils ont reconnu un philosophe grâce à son habit, afin de l'interroger sur sa philosophie au cours d'une discussion qui dure deux jours.
La recherche a depuis longtemps abandonné l'identification de Tryphon au rabbin Tarphon, un des plus célèbres Hébreux de son temps, dont la notoriété a néanmoins pu pousser Justin à l'utiliser comme « prête-nom » afin de créer un adversaire à sa mesure. Le Tryphon de Justin est un Juif tolérant, féru de philosophie hellénique mais éloigné du judaïsme tel qu'on le connaît par la littérature rabbinique du IIe siècle cependant que Justin lui-même — et non Tryphon — rapporte des exégèses juives qui font écho à certains passages de la littérature des rabbins, ce qui peut indiquer qu'il a nourri des contacts directs avec certains d'entre eux ou avec des Juifs érudits informés de ces exégèses. S'il est certain que Tryphon ne reconnait en rien la messianité de Jésus, Justin et Tryphon semblent néanmoins appartenir, au fil des questions, « à deux tendances idéologiques plus ou moins proches ou plus ou moins éloignées » plutôt qu'à « deux religions indifférentes l'une à l'autre ».
L'œuvre porte essentiellement sur trois thèmes : le premier porte sur la pérennité et signification des préceptes de la Loi dont les commandements ne se réalisent pleinement qu'à travers le Christ, dont l'identité et nature sont au cœur du deuxième thème tandis que la question du Verus Israel (le « Véritable Israël ») occupe le troisième. Justin, en remettant radicalement en cause l'interprétation judaïque de la Loi qu'il réinterprète, entend prouver la continuité entre l'Ancien Testament et le christianisme, tout en excluant le judaïsme contemporain : dans la mesure où les Juifs ne perçoivent pas le sens véritable de l'Écriture, les chrétiens, qui s'en sont approchés par la reconnaissance en Jésus du Messie annoncé par les prophètes, sont devenus — avec les juifs qui voudront embrasser leur foi — le nouveau peuple élu, le véritable Israël. À l'issue de ce dialogue resté cordial, Tryphon ne se convertit pas, ce qui constitue un fait unique dans la littérature Adversus judaeos (« Contre les juifs »).
Le dialogue avec Tryphon, dans la mesure où il constitue le plus ancien témoin de la distinction voire de l'opposition entre juifs et chrétiens, occupe une place particulière dans l'histoire commune de ceux-ci, qui donne encore lieu à de nombreuses discussions entre chercheurs, qui ne sont pas toujours exemptes d'enjeux idéologiques ou religieux. Il n'en demeure pas moins que le Dialogue est probablement le plus important des témoignages des relations entre chrétiens et juifs à la fin du IIe siècle, dans une histoire qui est alors encore en grande partie commune et fait ranger Justin au rang des témoins des premiers jalons dans la séparation entre le christianisme et le judaïsme. Néanmoins, dans le rapport qu'entretiennent les croyants de ces deux religions, ce dernier occupe une place singulière dans la mesure où, contrairement à la plupart de ses successeurs dans ce genre, « Justin ne parle pas ici aux chrétiens des juifs, mais aux juifs de la place qu'il souhaite les voir prendre au sein du peuple des chrétiens ».

#### TraitéSur la Résurrection
Trois longs fragments d'un traité Sur la Résurrection, conservés par les Sacra parallela de Jean Damascène, sont également attribués à Justin. S'inscrivant dans les débats animés de la fin du IIe siècle, ils consistent en une réfutation des arguments de ceux qui nient la résurrection de la chair, soit comme étant, selon les uns ou les autres, matériellement impossible, trop méprisable pour que Dieu l'opère ou encore absente des Écritures. À ces arguments, Justin oppose — dans une anthropologie qui identifie l'être humain à une union entre le corps et l'âme — différents éléments notamment en arguant que les résurrections opérées par Jésus démontrent la réalité de la résurrection de la chair.

### Œuvres perdues
Eusèbe de Césarée mentionne plusieurs écrits qui ne nous sont pas parvenus : le Syntagma contre toutes les hérésies, premier traité connu qui dresse une liste d'hérésies et marque durablement le genre hérésiologique. Il y est fait mention de sept hérétiques, inspirés par les démons : Simon le Mage, son disciple Ménandre, Marcion, Carpocrate, Valentin, Basilide et Satornil (en) ; un Discours aux Grecs qui contient une discussion avec les philosophes sur la nature des démons ; une Réfutation (Élenchos) également adressée aux Grecs ; un traité Sur la Monarchie de Dieu, où sont mêlées les références aux écrits païens et chrétiens pour justifier la monarchie du Dieu unique ; un Psautier (Psaltês) ainsi qu'un recueil de scholies intitulé Sur l'Âme, où sont exposées des opinions de philosophes qu'il se promet de réfuter dans un prochain ouvrage ; enfin une Apologie adressée à Marc Aurèle, rédigée peu avant l'exécution de Justin mais sans qu'elle en soit nécessairement la cause.
À cette liste s'ajoutent deux écrits à l'attribution douteuse, une Explication sur l'Apocalypse ainsi qu'un Contre Euphrasius le Sophiste.

### Œuvres apocryphes
On relève une dizaine de compositions qui se réclament du nom respecté du philosophe martyr mais ont été rédigées bien plus tardivement et dont certains reprennent les titres d'ouvrages mentionnés par Eusèbe : le Discours aux Grecs, l’Exhortation aux Grecs, De la Monarchie, l’Exposition de la vraie Foi, la Réfutation de quelques idées d'Aristote, les Questions des Chrétiens aux Gentils, les Questions et réponses aux Orthodoxes, les Questions des Grecs aux Chrétiens, une Lettre à Zéna et Sérénus et l’Épître à Diognète.

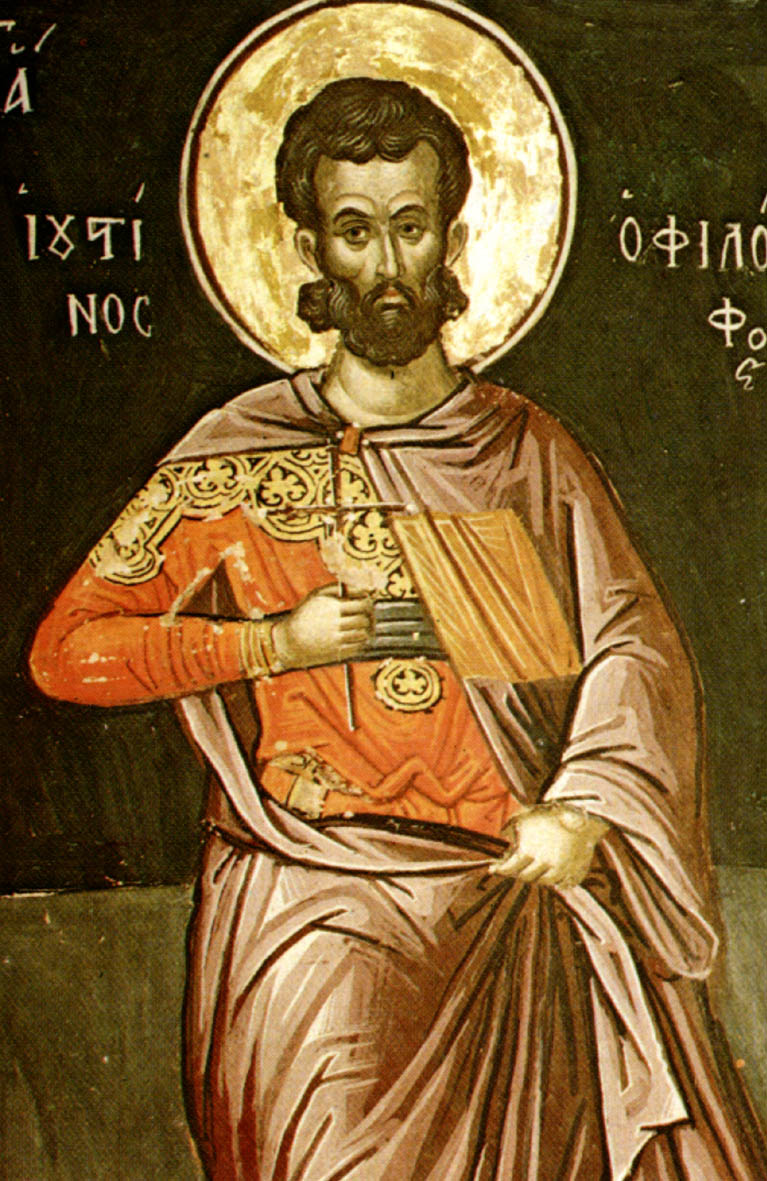
Fresque de Théophane le Crétois, au Monastère de Stavroniketa, vers 1546, église Saint-Nicolas.

## Célébration
Au fil des siècles, l'hagiographie a tendu a distinguer deux figures de Justin : celle du philosophe et celle du martyr. En Orient, la célébration de son martyre est attestée dès l'antiquité, suivant le calendrier palestinien, à la date du 16 mai puis, à partir du Xe siècle, la diffusion du sanctoral byzantin généralise la célébration de sa mémoire à la date du 1er juin. Les synaxaires grecs dédoublent ensuite le personnage historique en célébrant à la même date « saint Justin, martyre à Rome » avec saint Chariton, sainte Charitô ainsi que ses compagnons de supplice.
En Occident, malgré son importance comme théologien, Justin est absent des plus anciens martyrologes romains et il n'y apparaît qu'à partir du IXe siècle avec ses compagnons. Il est cependant absent de grands recueils médiévaux qui, comme la Légende Dorée, nourrissent la piété populaire. Il faut attendre le concile Vatican I (1869-1870) et le regain d'intérêt envers l'apologiste martyr pour que son culte soit officiellement organisé par l'Église catholique qui, sous la houlette du pape Léon XIII, officialise le 28 juillet 1882 la célébration de l'office et de la messe de saint Justin Martyr en date du 14 avril. Néanmoins, depuis le 1969, dans la mesure où le 14 avril tombait régulièrement dans les fêtes pascales, la célébration s'est déplacée le 1er juin, à l'instar de l'usage des Églises orientales.